# Balle (Runenmeister)

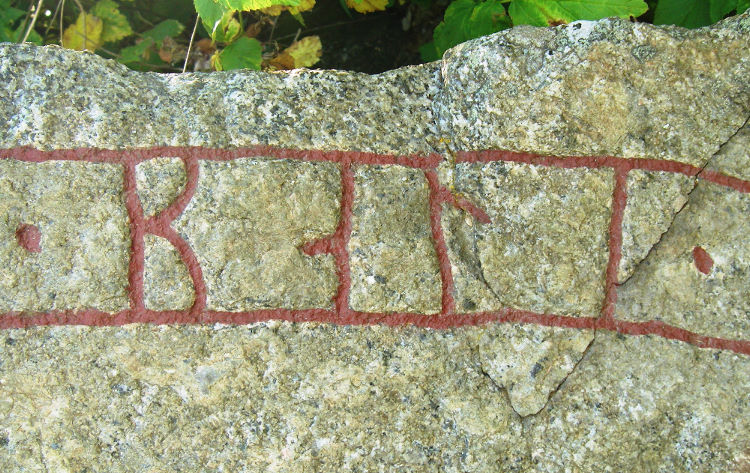
Balles Signatur auf einem Runenstein nahe der Kirche von Nysätra (Uppland)

Balle, auch Baller oder Balli, war ein schwedischer Runenmeister, der im 11. Jahrhundert aktiv war.
Von Balle sind etwa 30 verschiedene Runenschriften dokumentiert. Sie befinden sich vorwiegend in der historischen Landschaft Uppland sowie in den Landschaften Södermanland und Värmland. Es wird angenommen, dass er ein Schüler des Runenmeisters Livsten war, dessen Werke auf die Zeit zwischen 1025 und 1050 datiert sind. Diese Vermutung wird vor allem durch den Runenstein von Altuna erhärtet, auf dem Balle verzeichnete, dass er und Freystein zur Gefolgschaft Livstens zählen.
Im Gegensatz zu anderen Runenmeistern seiner Zeit hat Balle auch Reliefrunensteine (in Löts kyrka und Sö 92) und mehrere Schriften in Versform verfasst. Wahrscheinlich war er auch als Poet aktiv.